# Roberto Armua
Roberto Javier Armúa (Capital Federal, Argentina, 8 de agosto de 1982) es un futbolista argentino. Es un destacado volante de creación que se ha desempeñado en el fútbol argentino y en el fútbol venezolano. Actualmente, está libre.

## Trayectoria
Jugó para Platense hasta el año 2002, cuando fue traspasado a Acassuso. En 2003, volvió a Platense y en 2004 inició su segunda etapa en Acassuso. Sus buenas actuaciones en aquel club hicieron que varios equipos se disputen su continuidad. Finalmente Trujillanos de Venezuela fue su siguiente destino. En 2008 arribó a Unión Maracaibo, club con el que disputó la Copa Sudamericana 2008. En 2009 tuvo un breve paso por Mineros. Ese mismo año volvió a Trujillanos, club con que se adjudicó la Copa Venezuela 2010 y participó de la Copa Sudamericana 2010 y Copa Sudamericana 2011. A mediados de 2012, se dio a conocer que no iba a continuar en Trujillanos y retornó al fútbol argentino al ser contratado por Estudiantes de Buenos Aires. Al no tener mucha continuidad, retornó al fútbol venezolano siendo fichado por Caracas.

## Clubes
| Club             | País      | Año       |
| ---------------- | --------- | --------- |
| Platense         | Argentina | 2001-2002 |
| Acassuso         | Argentina | 2002-2003 |
| Platense         | Argentina | 2003-2004 |
| Acassuso         | Argentina | 2004-2006 |
| Trujillanos      | Venezuela | 2006-2008 |
| Unión Maracaibo  | Venezuela | 2008      |
| Mineros          | Venezuela | 2009      |
| Trujillanos      | Venezuela | 2009-2012 |
| Estudiantes (BA) | Argentina | 2012-2013 |
| Caracas          | Venezuela | 2013      |

## Logros

### Campeonatos nacionales
| Título         | Club        | País      | Año     |
| -------------- | ----------- | --------- | ------- |
| Primera C      | Acassuso    | Argentina | 2006/07 |
| Copa Venezuela | Trujillanos | Venezuela | 2010    |
| Copa Venezuela | Caracas FC  | Venezuela | 2013    |